# SL X1 sorozat
Az SL X1 sorozat svéd, 15 kV, 16,7 Hz váltakozó áramú villamosmotorvonat-sorozat. A Storstockholms Lokaltrafik üzemeltette őket a stockholmi elővárosi forgalomban. (1967 és 1975 között összesen 104 db kétrészes motorvonatot gyártott az ASEA. Selejtezésük 2006 és 2008 között történt meg. Helyüket az új SL X60-as sorozat vette át.